# Minyekyawswa (roi d'Ava)
Cette page contient des caractères spéciaux ou non latins. S’ils s’affichent mal (▯, ?, etc.), consultez la page d’aide Unicode.
Pour les articles homonymes, voir Minyekyawswa (homonymie).
Minyekyawswa (birman : မင်းရဲကျော်စွာ, míɴjɛ́ tɕɔ̀zwà ; 18 décembre 1410 – janvier 1442) fut le neuvième souverain du royaume d'Ava, en Haute-Birmanie. Il passa les trois années de son règne à faire reconnaître sa souveraineté et à lutter contre les raids de l'état shan de Mogaung. Il reprit Taungû, révolté contre son père Mohnyin Thado en 1437. Il mourut à Ava en janvier 1442, pendant que ses troupes assiégeaient Mogaung. Il eut pour successeur son frère Narapati, gouverneur de Prome.

## Règne
Le court règne de Minyekyawswa est l'archétype de celui des rois d'Ava, obligés dès leur avènement de réaffirmer leur souveraineté sur leur territoire. Un de ses premiers actes fut d'intervenir comme médiateur entre les saophas (chefs) des états shans de Kale et Mohnyin, vassaux d'Ava depuis le règne de Minkhaung I (1401-1422). Il envoya une armée dans le nord. Quand elle arriva à Myedu, les deux saophas se soumirent, chacun craignant que l'autre ne soit favorisé en se soumettant le premier. Minyekyawswa les remplaça par ses deux beaux-frères.
Le roi se tourna ensuite vers des zones plus proches de sa capitale. Dans le sud, Taungû était en rébellion depuis 1437, avec le soutien du royaume d'Hanthawaddy, et les régions environnantes, comme Taungdwingyi, Yamethin et Pinle, se soulevèrent également à son avènement. Vers la fin de 1440, Minyekyawswa envoya ses armées reconquérir la région. Elles ne purent s'emparer de Pinle et Yamethin, trop bien défendues, mais prirent Taungdwingyi et, plus important, Taungû en 1442, après une bataille rangée où le souverain rebelle fut tué dans un duel d'éléphants.
Pinle et Yamethin restèrent indépendants jusqu'à la fin du règne, car Minyekyawswa dut à nouveau se défendre contre des raids shans en 1441. À la fin des années 1430, Thonganbwa, saopha de Mogaung, avait pris le contrôle d'une vaste portion de territoire entre le Yunnan sous domination chinoise et la Birmanie centrale. Sa capitale Mogaung était proche de Mohnyin, possession d'Ava. En 1441, Thohanbwa lança plusieurs raids en Birmanie et dans le Yunnan. En représailles, Minyekyawswa envoya ses beaux-frères, les gouverneurs de Mohnyin et Kale, pour attaquer Mogaung. En 1442, les forces birmanes mirent le siège devant la ville, qui était puissamment fortifiée. Tandis que le siège durait, Minyekyawswa mourut à Ava en janvier 1443.
Son frère Narapati lui succéda.